# Irma Aguayo
Irma Patricia Aguayo (San Diego), también conocida como Patricia Aguayo, es una muralista de Parque Chicano y activista comunitaria en el Barrio Logan. Sus padres son mexicanos y creció en un hogar de cultura mexicana, pero sus padres le dijeron que para triunfar en Estados Unidos tenía que actuar como estadounidense fuera de casa. Fue en la escuela secundaria, tras reunirse con su consejera, donde escuchó por primera vez a alguien de ascendencia mexicana llamarse chicana, cuando Aguayo se dio cuenta de que ella también se identificaba como chicana. Después de investigar sobre artistas chicanas, se dio cuenta de que no había muchas artistas. Así que decidió crear sus propias obras.
Aguayo comenzó a pintar a la edad de 14 años, representando muchos tonos de marrón en sus lienzos. A los 20 años tenía un trabajo a jornada completa, pero decidió dejarlo y empezar a trabajar a media jornada para desarrollar su arte. Tras insistir mucho, le permitieron restaurar un mural temporal en el Parque Chicano de San Diego. Con la restauración del mural se le concedió el título de muralista. Ha seguido pintando allí y trabajando en proyectos comunitarios de arte público con personas de diferentes culturas.

## Obras

### Three Wise Men
Este mural creado con pintura acrílica de 2019 representa a tres hombres, Jesse Constancio, Ramón «Chunky» Sánchez y Howard Holman. Jesse Constancio, pintado con una gorra del equipo de fútbol americano Chargers Football, fue abonado durante más de 22 años y estuvo presente en la reunión del ayuntamiento para debatir el futuro del equipo de fútbol. Ramón «Chunky» Sánchez, músico chicano fallecido en 2016, fue cofundador de la banda “Los Alacranes” además de activista del Movimiento Chicano por los Derechos Civiles y los Trabajadores. Howard Holman, por su parte, fue un líder que dedicó su vida a luchar por la mejora de su comunidad en San Diego.

### Parque Chicano
Es un mural realizado con pintura acrílica creado en 2019 que representa la toma del Parque Chicano el 22 de abril de 1970, cuando se izó la bandera de Aztlán.

### Cruisin Barrio Logan
Una pintura acrílica realizada en 2018. La pintura está en el Barrio Logan donde está el Parque Chicano, donde Aguayo ha realizado parte de sus murales.

### Corona de Alcatraces
Es un mural realizado con pintura acrílica en 2016. La pintura representa una mujer indígena con una corona de flores de alcatraz blancas alrededor de su cabeza.
Aguayo también ha trabajado en el Museo de Arte de San Diego como coordinadora de proyectos para el programa de arte público. Por ese trabajo creó otro mural en Lemon Grove, San Diego.

## Chicana: Liberated & Empowered
Fue una exposición de arte creada por Aguayo y Betty Bangs en 2016. Creada para mostrar el Espíritu Mujerista Chicano con el que muchas mujeres se identifican.